# Мак Торнберрі
Вільям Макклеллан «Мак» Торнберрі (англ. William McClellan «Mac» Thornberry; нар. 15 липня 1958, Кларендон, Техас) — американський політик-республіканець. Він представляє 13-й округ штату Техас у Палаті представників США з 1995 року, голова Комітету Палати з питань збройних сил з 2015. Входить до Ради з міжнародних відносин.
Торнберрі навчався у Clarendon High School. У 1980 році він отримав ступінь бакалавра у Техаському технологічному університеті, а у 1983 — доктора права в Університеті штату Техас в Остіні. Він був помічником конгресмена Тома Леффлера з 1983 по 1985, а потім конгресмена Ларрі Комбеста з 1985 по 1988. Якийсь час також працював у Державному департаменті в адміністрації Рейгана, а потім повернувся до рідного міста, щоб управляти родинним ранчо зі своїми братами. У 1993 році він заснував свою власну юридичну фірму у місті Амарілло.
Одружений, має двох дітей.